# الستارة في الإسلام

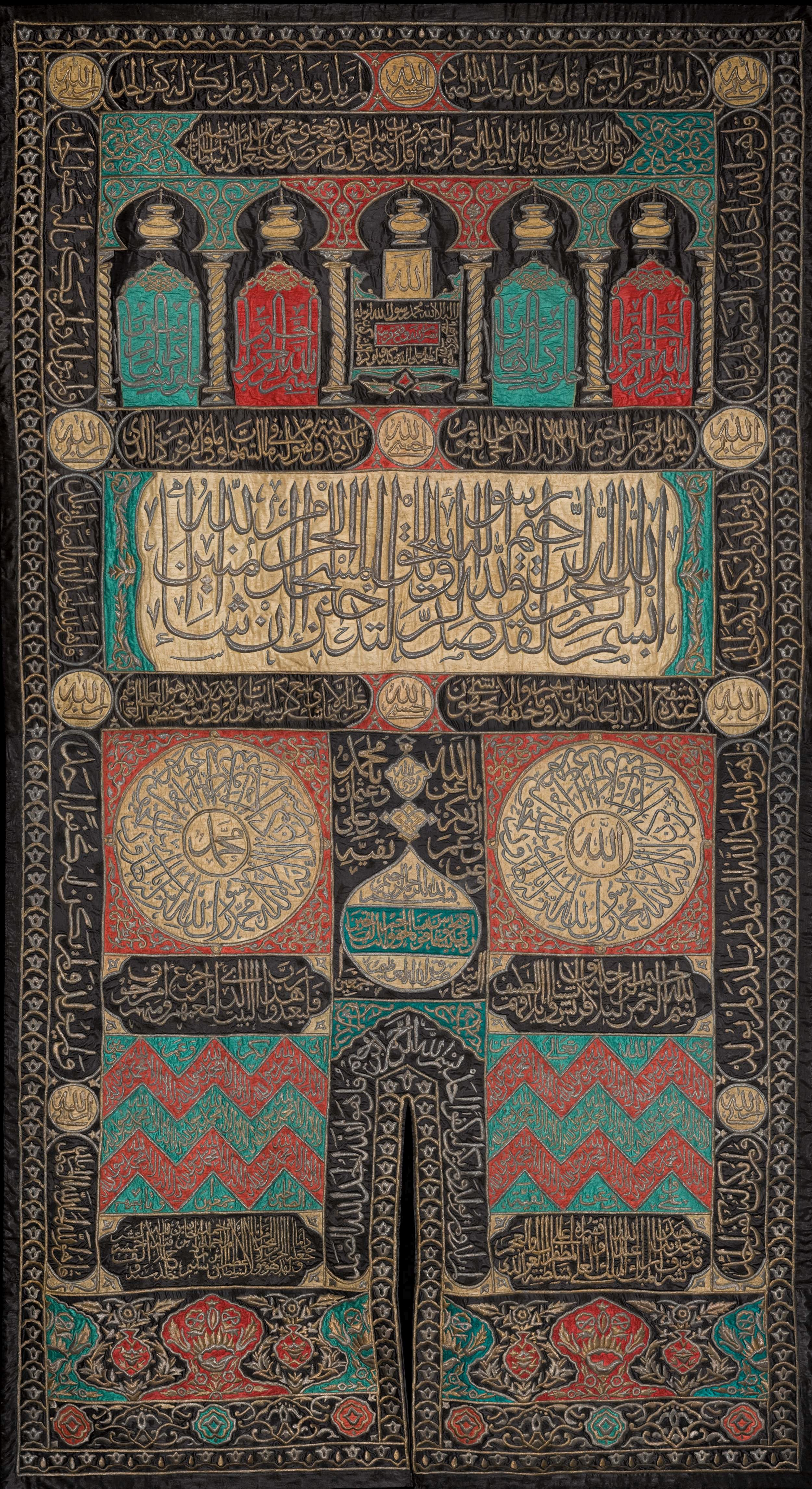
سِتارة لباب الكعبة عام 1606م، مجموعة خليلي للحج وفنون الحج

سِتارة هي منسوج جمالي يستخدم في المقدسات الإسلامية، وتشكل الستارة جزءًا مهماً من كسوة الكعبة المشرفة في مكة، كما تستخدم في تزيين قبر النبي محمد ﷺ في المسجد النبوي بالمدينة المنورة. وتحمل هذه المنسوجات كتابات مطرزة لآيات من القرآن ونصوص أخرى مهمة. ويتم إنشاء الستارة سنويًا منذ القرن السادس عشر والتي كانت ترسل إلى مكة بالإضافة إلى مجموعة من المنسوجات الأخرى. كما أن من المتعارف هو أن هذه المنسوجات يتم توفيرها من قبل الحاكم المسؤول عن الأماكن المقدسة مثل حكام سلاطين المماليك وسلاطين الإمبراطورية العثمانية وحكام المملكة العربية السعودية حاليًا،  وكان إنشاء الستارة يعتبر من أعمال التفاني الديني وإثبات لثروة الحكام الذين كلفوا بها.

## منسوجات المقدسات الإسلامية
تم صنع أقدم سِتارة مسجلة في مصر عام 1544، في عهد سليمان القانوني،  والذي بدوره خصص عائدات عشر قرى لتمويل وإنشاء منسوجات للكعبة والمسجد النبوي والذي استمر حتى عام 1813.

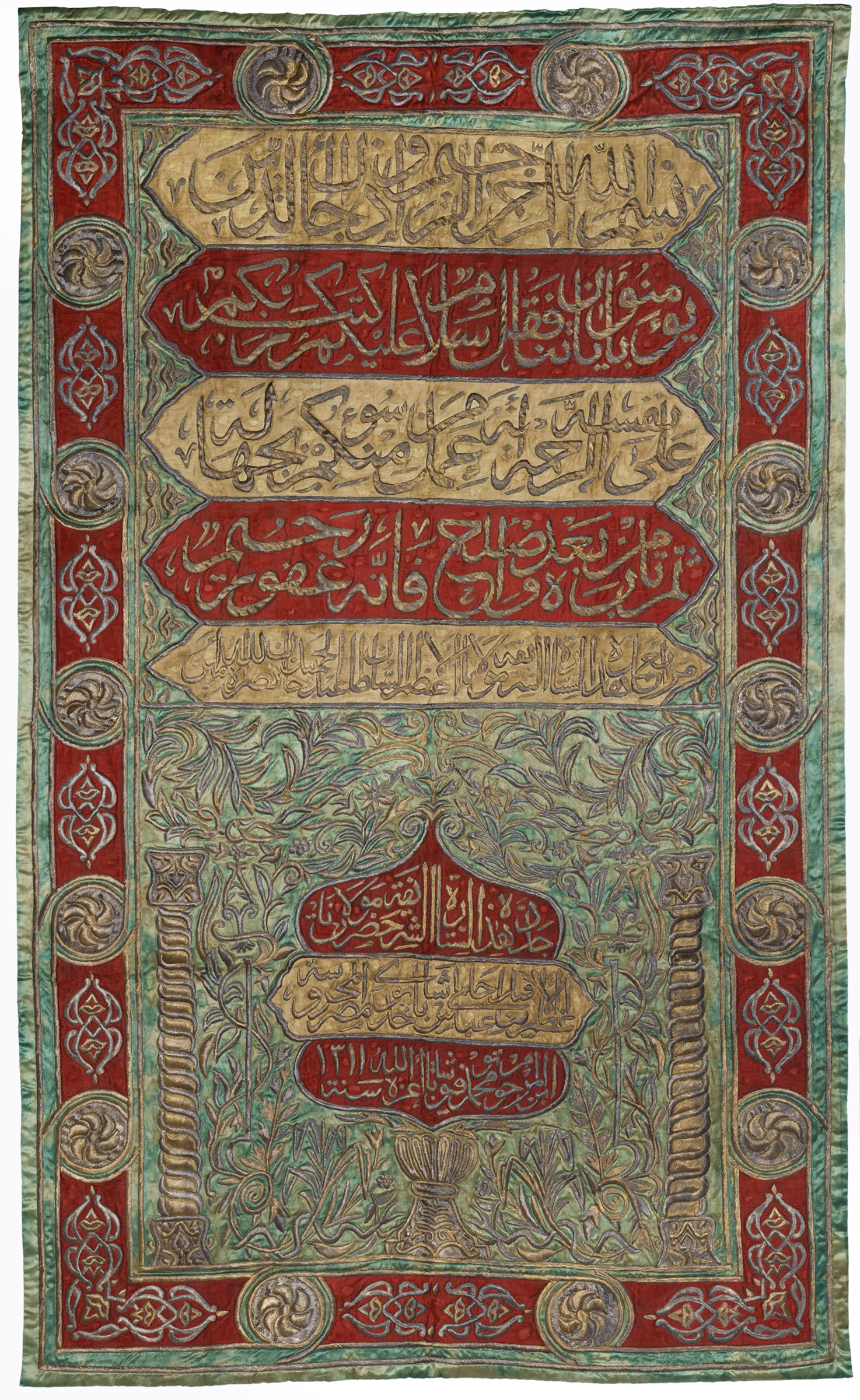
ستارة للباب الداخلي للكعبة ، صنع في القاهرة ، بتاريخ ١٣١١ هـ (١٨٩٣-١٨٩٤ م)

تعتبر سِتارات الكعبة جزءًا من مجموعة من المنسوجات تُصنع سنويًا في (دار الكسوة) في القاهرة حتى عام 1927، بعد ذلك أنشأ الملك عبد العزيز آل سعود دار خاصة بصناعة الكسوة في مكة المكرمة.  في بداية القرن العشرين، كان يعمل في (دار الكسوة) في القاهرة أكثر من مائة فنان وعامل نسيج.  وتم تسليم مسؤولية نقل المنسوجات من القاهرة إلى مكة المكرمة إلى عائلة مسلمة تم اختيارها خصيصًا، وكان ذلك شرفًا كبيرًا لها.  وعادة ما يتم تقطيع المنسوجات وتوزيعها بمجرد استبدالها، وكان الحكام العثمانيون وأعيانهم يحولون القطع إلى ملابس أو أغطية للمقابر. 

## منسوجات المسجد الحرام
الكعبة المشرفة الواقعة في الحرم المكي هي أقدس مكان في الإسلام، وقبلة المسلمين في الصلاة، بالإضافة إلى أنه من شعائر الحج الطواف حولها سبع مرات، لذلك تعبتر مهمة ومقدسة لدى المسلمين.
كذلك تعتبر منسوجات الكعبة من المقدسات في الفن الإسلامي. تغطي الستارة البالغ ارتفاعها ستة أمتار باب الكعبة والتي تشكل جزءًا من كسوة الكعبة (الغطاء النسيجي الذي يغطي الكعبة بالكامل). وتغطي ستارة صغيرة الباب الداخلي للكعبة (باب التوبة)،  وكونها محمية من العوامل الجوية الخارجية يتم استبدال هذه الستارة بشكل أقل تكرارًا. وأول ستارة داخلية موثقة كانت عام 1893. كما أن مقام إبراهيم المغطى بواجهة زجاجية له ستارة خاص به يتم استبدالها سنويًا.  وأيضاً منبر الحرم له ستارة خاصة به. 
وحتى بعد استخدام هذه المنسوجات والستارات يتم تقسيمها عادة إلى أجزاء لتوزيعها على كبار الشخصيات أو الحجاج، أو استعمالها كزينة للعديد من المباني الحكومية والسفارات في المملكة العربية السعودية. 

## ستارات قبر النبي

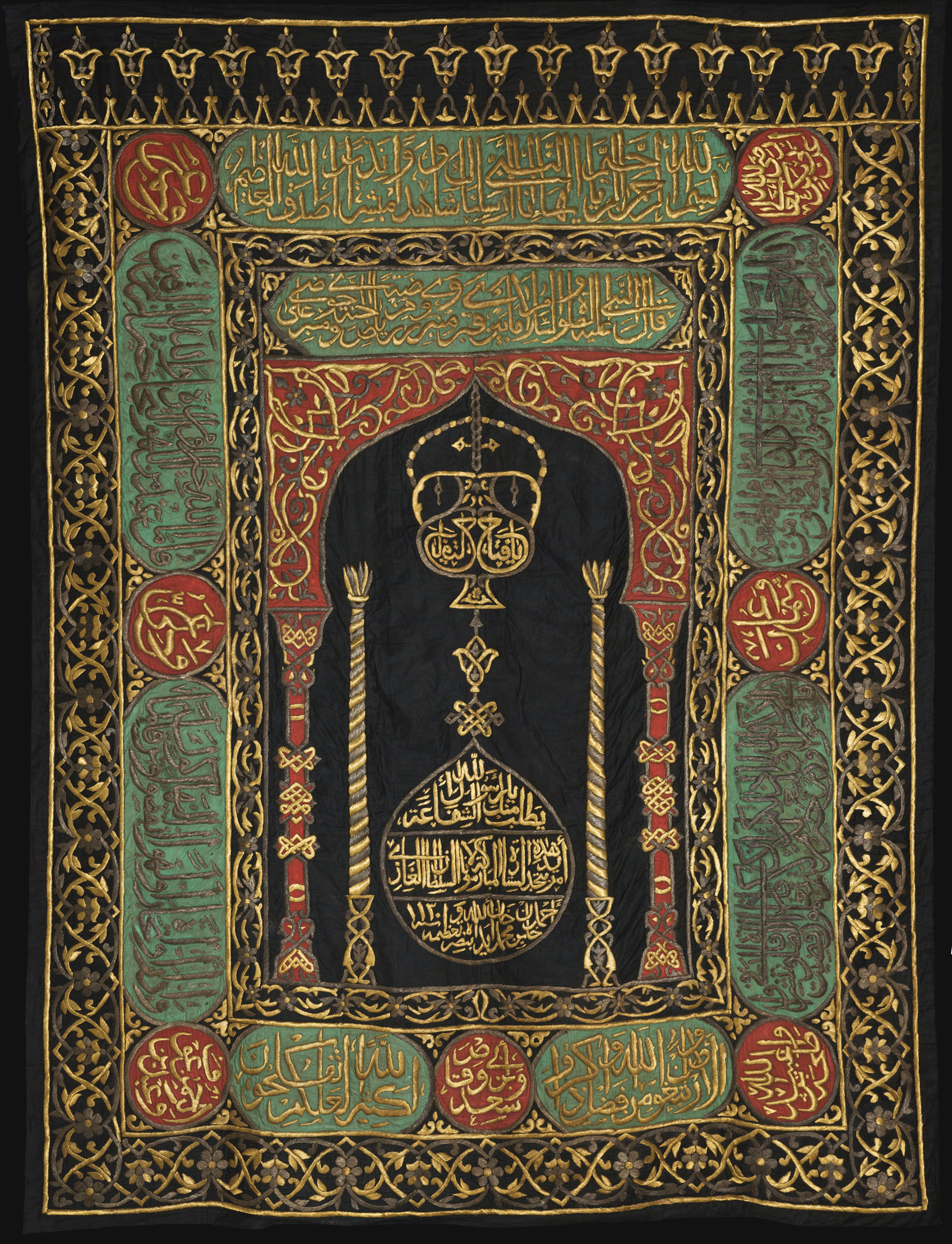
ستارة للمسجد النبوي ، صنع في اسطنبول ، 1718

بدأ تقليد إرسال السلطان ستارة لتغطية قبر النبي في القرن العاشر. تبعاً لذلك قُدمت ستارة بيضاء من قبل الفاطميين لقبر النبي في القرن 12th. وبسبب عدم تعرض منسوجات المدينة لأشعة الشمس المباشرة يتم استبدالها بشكل أقل تكرارًا من منسوجات الكعبة، ففي القرن الخامس عشر كان تستبدل كل ست أو سبع سنوات.

## زخرفة وتصميم الستارات
تم إنشاء التصميمات الأساسية للستارة في القرن السادس عشر وما زالت مستمرة حتى الوقت الحاضر.  تغيرت الألوان المستخدمة متأثرة بالعصور المختلفة آنذاك، ومخطط الألوان الحالي لستارة الكعبة المشرفة المستخدم منذ أوائل القرن العشرين هو تطريز ذهبي وأبيض على خلفية سوداء.
أصبحت النقوش المطرزة بالأسلاك الذهبية والفضية أكثر زخرفة بمرور الوقت.  وتشمل هذه النقوش آيات من القرآن الكريم وأدعية، كذلك أسماء الحكام الذين أمروا بالمنسوجات.   وتتضمن الستارات في الإمبراطورية العثمانية على نقشات الطغراء في تصميمها.  وكان نص الشهادة يستخدم بشكل متكرر أيضاً.  يتم تزيين ستارات الكعبة على نحو تقليدي بأزرار وقبضان ستارات ذهبية. 

## ستارات محفوظة
على الرغم من أنها تقسم عادة إلى أجزاء بعد الاستخدام، إلا أن هناك أمثلة نادرة من الستارت الكاملة في بعض المجموعات، تشمل هذه المجموعات: مجموعة الخليلي للحج وفنون الحج،  والمتحف البريطاني، ومتحف أشموليان في أكسفورد ومتحف متروبوليتان للفنون (المتروبوليتان).
خلال العصر العثماني أعيدت العديد من المنسوجات المقدسة إلى إسطنبول بعد استخدامها بما في ذلك بعض الستارات، وتشكل الآن جزءًا من مجموعة قصر توبكابي.  كما أن من بين مجموعة ستارات الخليلي هنالك واحده للكعبة بارتفاع 499 سنتيمتر (196 بوصة) يرجع تاريخها إلى عام 1606، صنعت في القاهرة بتكليف من أحمد الأول.  وهنالك آخريات مطرزة بآيات متعددة من القرآن الكريم بتكليف من عبدالمجيد الأول   ومحمود الثاني. تتضمن هذه المجموعة أيضًا العديد من ستارات المسجد النبوي من القرن الثامن عشر فصاعدًا،  ومنها واحدة من الحرير الأحمر بارتفاع 280 سنتيمتر (110 بوصة) صنعت في إسطنبول في أوائل القرن التاسع عشر وهي تحمل خرطوش محمود الثاني الذي أمر بها للروضة الشريفة في المسجد النبوي.  وتم تكليف ستارة الباب الداخلي للكعبة لعبد الحميد الثاني بارتفاع 280 سنتيمتر (110 بوصة) في عام 1315هـ (1897-98 م) وكانت تدعو إلى التبريك لعباس الثاني ملك مصر الذي كان يشرف على إنتاج المنسوجات حينها. 

وفي القرن الثامن عشر، أنشئت ستارة بتكليف من سليم الثالث للمسجد النبوي، تبرع بها ناصر خليلي لمتحف الأشموليين في عام 2012.  كما تبرع خليلي بستارتين للمسجد النبوي للمتحف البريطاني في عام 2012. أحدهما من عام 1204 هـ (1789 - 1790 م) وتحمل اسم سليم الثالث. والأخرى بتكليف من محمود الثاني وهي تحمل طغراءه في أوائل القرن الثامن عشر. كذلك يضم متحف الشارقة للحضارة الإسلامية ستارة من باب الكعبة المشرفة من عام 1985. ويحتوي متحف فن الخط التركي في إسطنبول على كسوة كاملة للكعبة.  وفي عام 1983 تبرعت حكومة المملكة العربية السعودية بستارة من الكعبة إلى مقر الأمم المتحدة حيث لا تزال معروضة إلى الآن. 

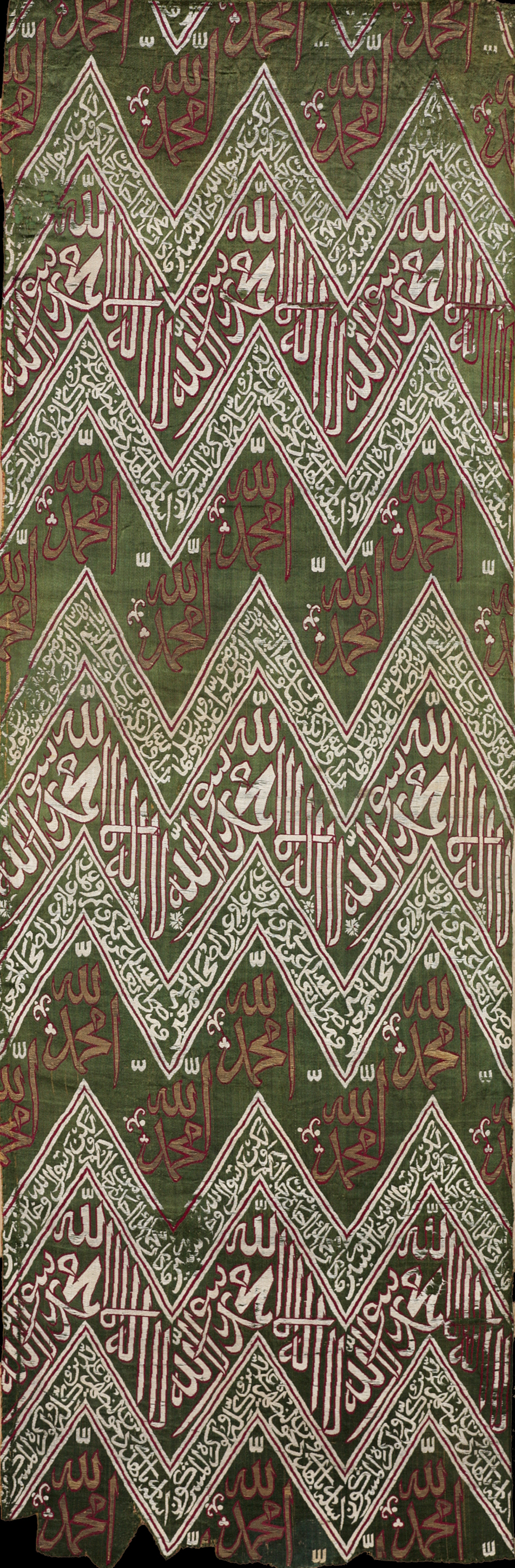
جزء من ستارة القبر النبوي ، صنعت في اسطنبول في أواخر القرن السابع عشر أو أوائل القرن الثامن عشر. وتشمل نصوص الشهادة واقتباسات من القرآن وأسماء الله ومحمد.
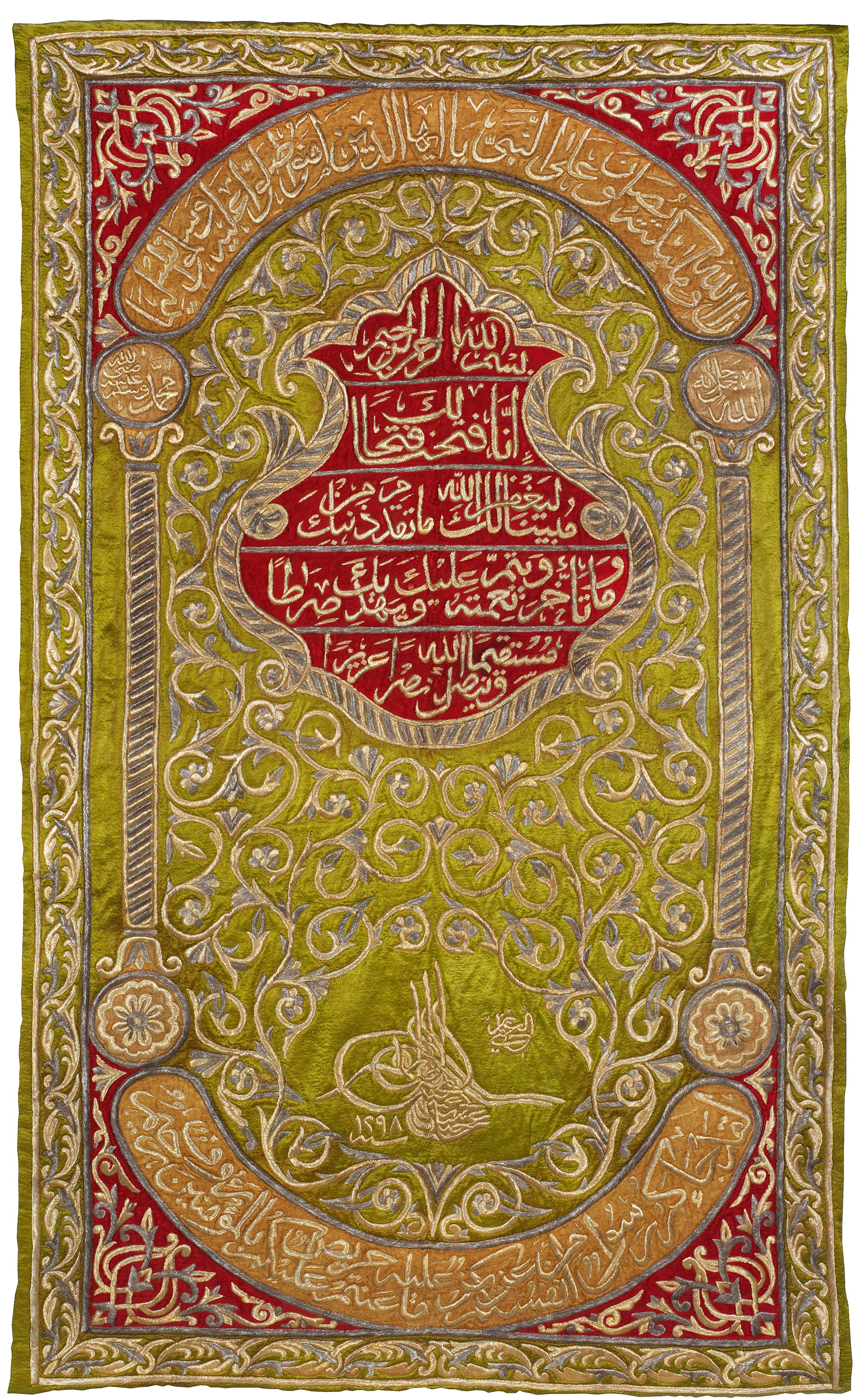
ستارة للمسجد النبوي ، صنعت في اسطنبول بتاريخ 1298هـ (1880-1881 م).
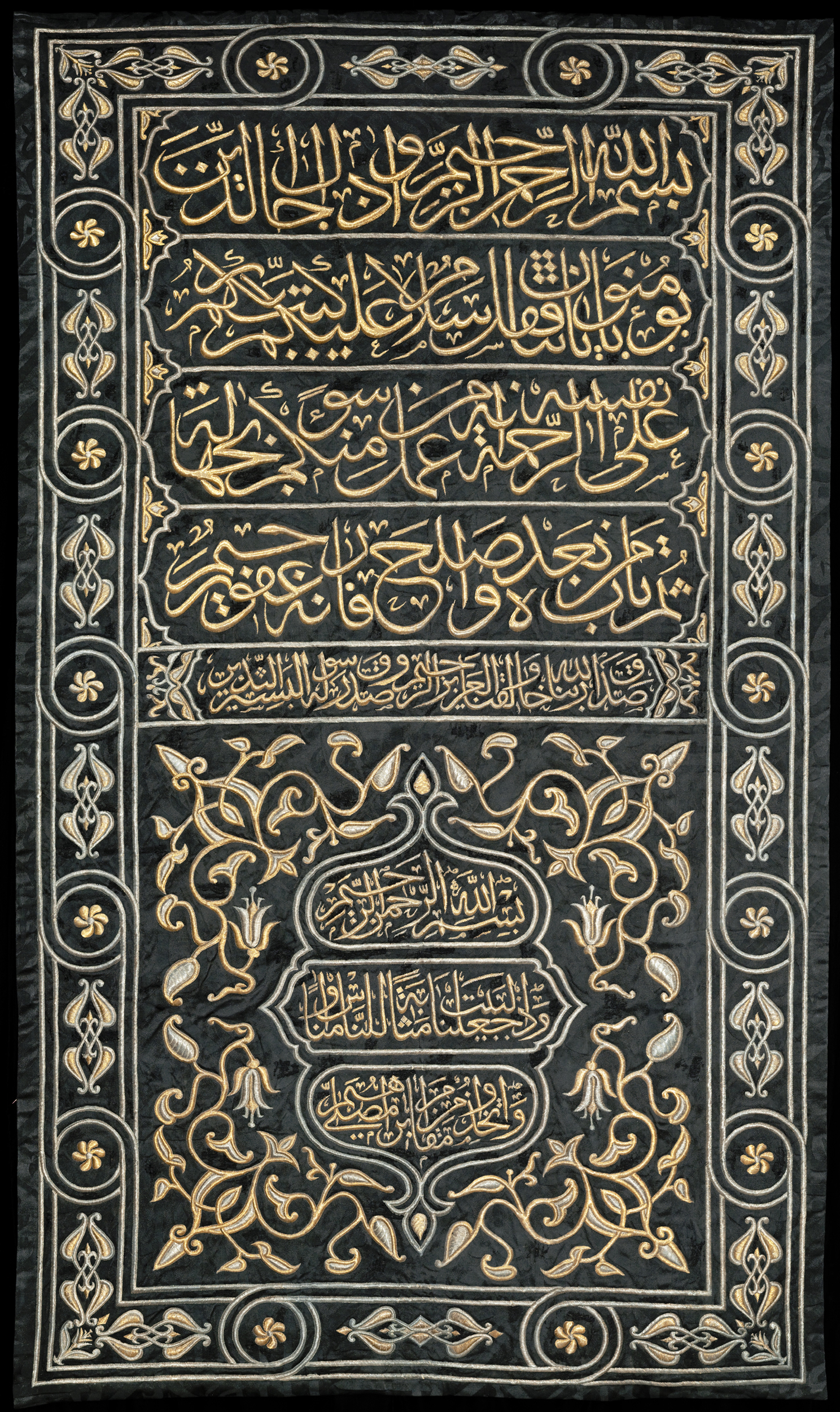
ستارة للباب الداخلي للكعبة المشرفة صنعت في القاهرة أوائل القرن العشرين